# جاك غولدمان
جاك غولدمان (بالإنجليزية: Jack Goldman)‏ هو فيزيائي أمريكي، ولد في 18 يونيو 1921 في بروكلين في الولايات المتحدة، وتوفي في 20 ديسمبر 2011 في مقاطعة فيرفيلد في الولايات المتحدة بسبب قصور القلب.

## وصلات خارجية
- جاك غولدمان على موقع الموسوعة البريطانية (الإنجليزية)